# Дубовичье (Рязанская область)
Дубовичье — село Спасского района Рязанской области, входит в состав Собчаковского сельского поселения.

## География
Расположено в 11 км от центра поселения села Собчаково и в 26 км на северо-запад от районного центра города Спасск-Рязанский.

## История
На село Дубовичье и деревню Маньясову дана была жалованная грамота государем и вел. князем Иоанном Васильевичем в 1539 году. В 1554 году село с деревней Маньясовой куплено было у Лелечина боярином Иваном Васильевичем Шереметевым. В писцовых книгах 1620-21 годах в селе значилась Успенская церковь. Время построения новой деревянной церкви в селе не известно, в 1878 году она возобновлялась. С 1885 году в селе существовало церковно-приходское училище, открытое священником А.Е. Утешинским. 
В XIX — начале XX века село входило в состав Троицкой волости Спасского уезда Рязанской губернии. В 1906 году в селе было 106 дворов.
С 1929 года село являлось центром Дубовического сельсовета Спасского района Рязанского округа Московской области, с 1937 года — в составе Рязанской области, с 1957 года — в составе Собчаковского сельсовета, с 2005 года — в составе Собчаковского сельского поселения.

## Население
| 1859 | 1897 | 1906 | 2010 |
| ---- | ---- | ---- | ---- |
| 434  | ↗559 | ↗790 | ↘297 |